# Dolmen von Fessine
Der Dolmen von Fessine liegt in Saint-Jean-des-Marais, westlich von La Meignanne, bei Angers im Département Maine-et-Loire in Frankreich. Dolmen ist in Frankreich der Oberbegriff für Megalithanlagen aller Art (siehe: Französische Nomenklatur).

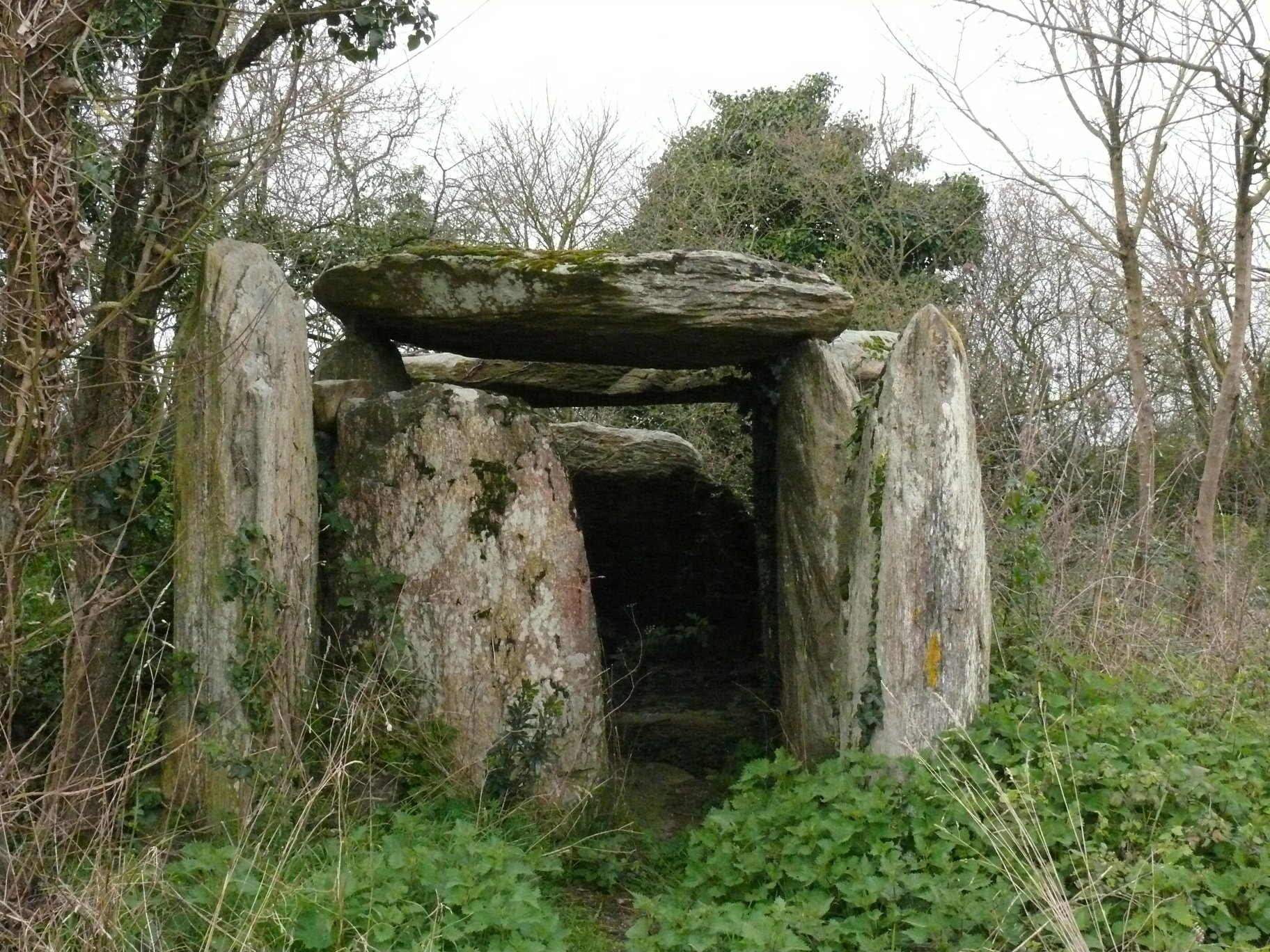
Dolmen von Fessine

Der neolithische Dolmen von Fessine besteht aus zwei durch einen seitlichen Trennstein markierten Kammern in einem Grabhügel von etwa 30 Meter Länge. Der Dolmen ist schmal und hoch. Es ist unklar, ob es sich um einen „Dolmen angevin“ handelt.
Es gibt Hinweise darauf, dass das Brionneau-Tal seit 10.000 Jahre bewohnt wurde.

## Siehe auch

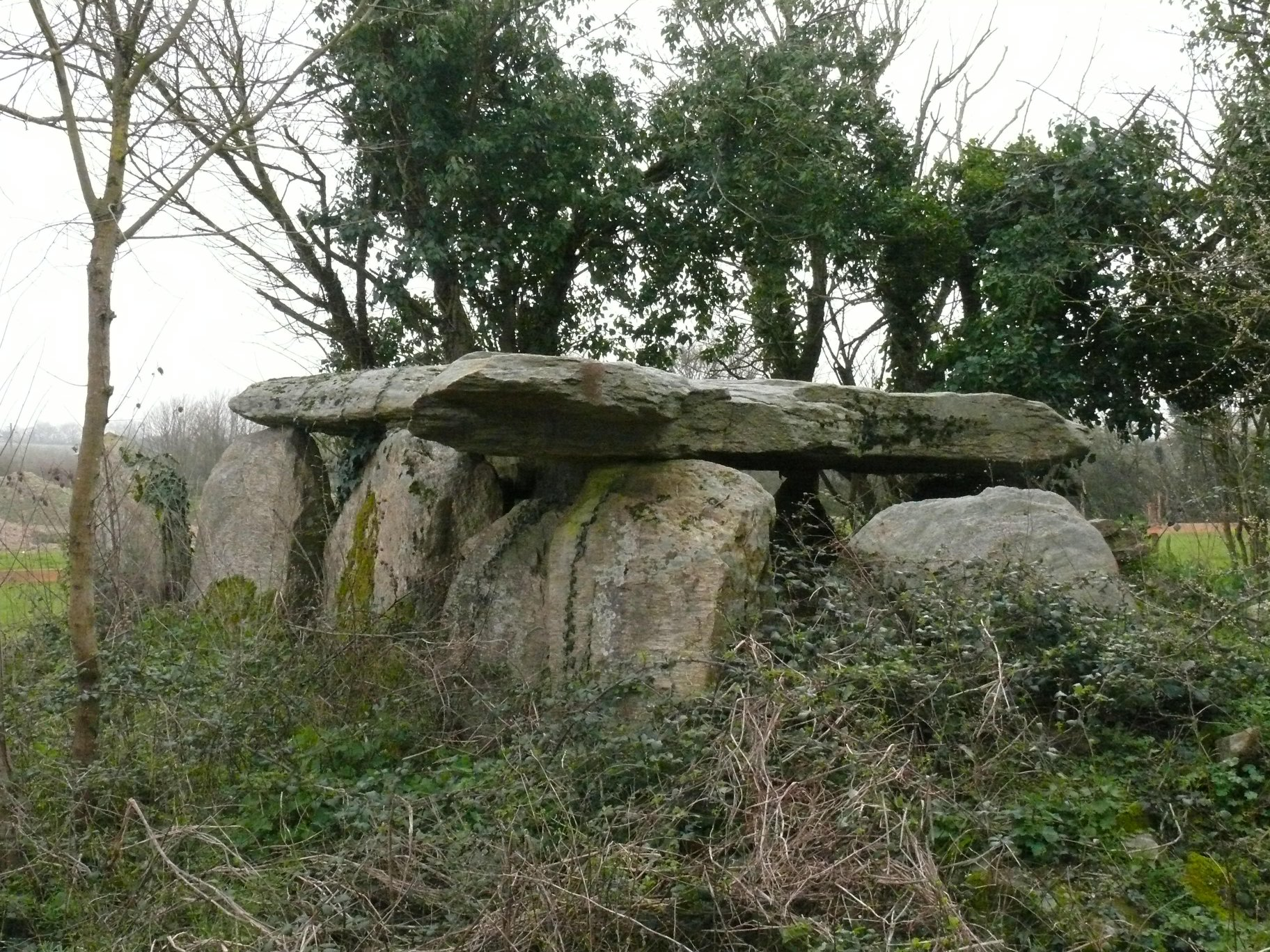
Dolmen von Fessine
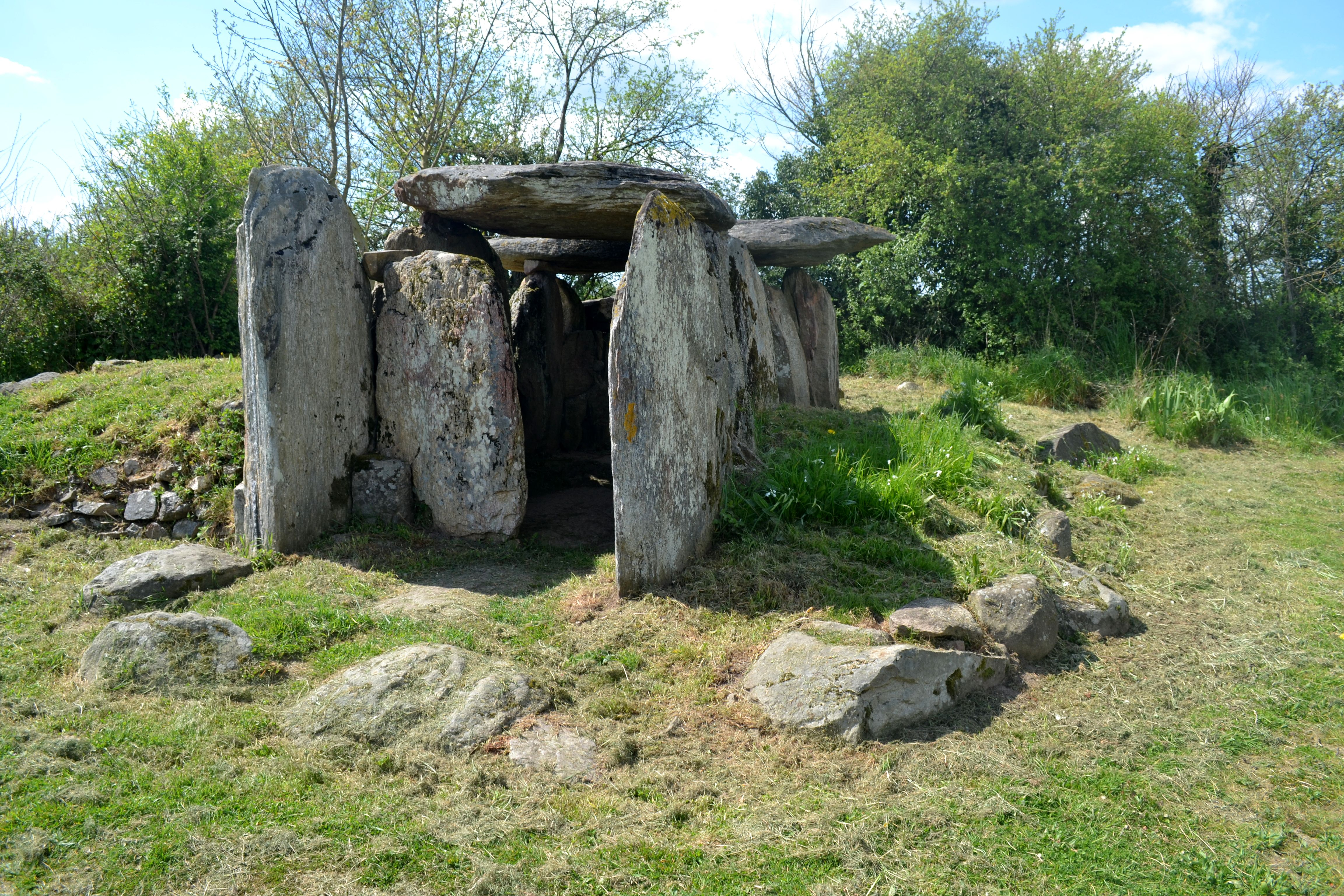
Dolmen von Fessine
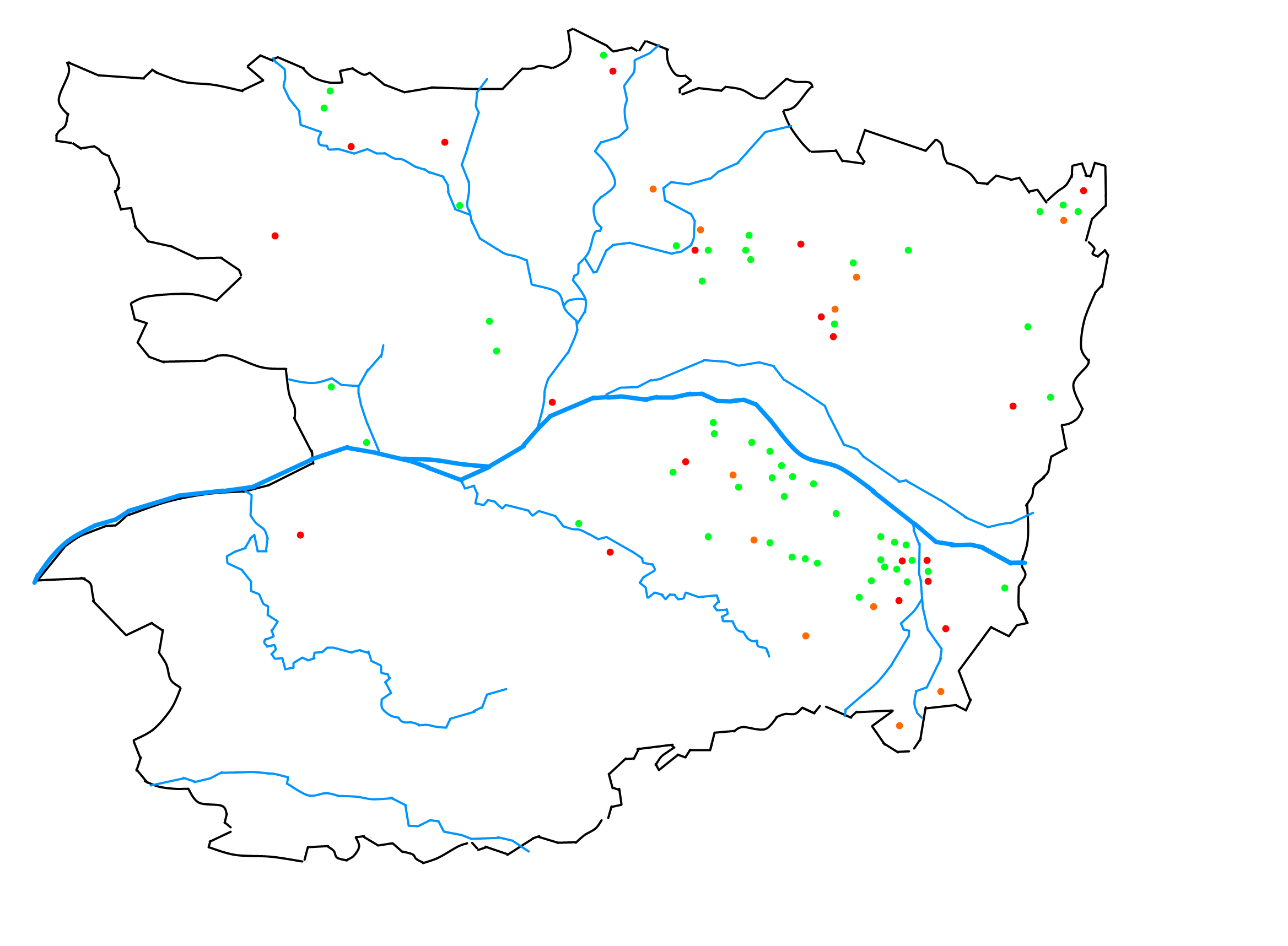
Verbreitung von Dolmen in Maine-et-Loire – grün sind erhaltene Anlagen